# Norbert Franz (Historiker)
 Norbert Franz (* 25. April 1954 in Ilshofen) ist ein deutscher Historiker.

## Leben
Franz studierte nach einer Berufstätigkeit im Buchhandel und im Maschinenbau von 1987 bis 1993 Geschichtswissenschaft und Germanistik an der Universität Trier. Er war von 1994 bis 1997 Mitglied des Graduiertenkollegs „Westeuropa in vergleichender historischer Perspektive“ der Deutschen Forschungsgemeinschaft.
1998 erfolgte die Promotion zum Dr. phil. im Fachbereich III der Universität Trier (summa cum laude). Von 1998 bis 2002 war Franz Wissenschaftlicher Mitarbeiter im DFG-Projekt „Der Staat im Dorf. Der Wandel lokaler Herrschaftsstrukturen im Rhein-Maas-Moselraum während des Aufstiegs des modernen bürokratischen Anstaltsstaates (französische, luxemburgische und deutsche Erfahrungen im Vergleich)“ unter Leitung von Lutz Raphael. Von 2005 bis 2008 übte er eine Lehrtätigkeit am Institut d’Études Politiques de Paris (Campus Nancy) aus. 2006 erfolgte seine Habilitation an der Universität Trier; er erhielt die Venia legendi für Neuere und Neueste Geschichte sowie Geschichtliche Landeskunde. Seit 2007 war er Assoziierter Professor an der Universität Luxemburg und war dort von 2009 bis 2012 Co-Projektleiter und Koordinator des Projekts „Nationenbildung und Demokratie“ sowie von 2012 bis 2014 Co-Projektleiter und Koordinator des Projekts „Identitätsbildung und Partizipation“.
Seit 2010 wirkte er als Außerplanmäßiger Professor an der Universität Trier, wo er im Wintersemester 2015/16 die Professur Jüngste Zeitgeschichte (Lehrstuhl von Lutz Raphael) vertrat. Franz ist seit 2011 Mitherausgeber der Luxemburger Zeitschrift Hémecht.
Franz trat im Juli 2019 in den Ruhestand.

## Veröffentlichungen (Auswahl)
- als Hrsg.: Landgemeinden im Übergang zum modernen Staat. Vergleichende Mikrostudien im linksrheinischen Raum. Von Zabern, Mainz 1999, ISBN 3-8053-2624-6.
- als Hrsg. mit Ruth Dörner, Christine Mayr: Lokale Gesellschaften im historischen Vergleich. Europäische Erfahrungen im 19. Jahrhundert (= Trierer Historische Forschungen, Bd. 46), Kliomedia, Trier 2001, ISBN 3-89890-041-X.
- Die Stadtgemeinde Luxemburg im Spannungsfeld politischer und wirtschaftlicher Umwälzungen (1760–1890). Von der Festungs- und Garnisonsstadt zur offenen multifunktionalen Stadt. Kliomedia, Trier 2001, ISBN 3-89890-040-1.
- Durchstaatlichung und Ausweitung der Kommunalaufgaben im 19. Jahrhundert. Tätigkeitsfelder und Handlungsspielräume ausgewählter französischer und luxemburgischer Landgemeinden im mikrohistorischen Vergleich (1805–1890). Kliomedia, Trier 2006, ISBN 3-89890-098-3.
- mit Lukas Clemens: Geschichte von Rheinland-Pfalz. Beck, München 2010, ISBN 978-3-406-60505-5.
- als Hrsg. mit Jean-Paul Lehners: Nationenbildung und Demokratie. Europäische Entwicklungen gesellschaftlicher Partizipation. Peter Lang, Frankfurt am Main 2013, ISBN 978-3-631-63257-4.
- als Hrsg. mit Thorsten Fuchshuber, Sonja Kmec, Jean-Paul Lehners, Renée Wagener: Identitätsbildung und Partizipation im 19. und 20. Jahrhundert. Luxemburg im europäischen Kontext. Peter Lang, Frankfurt am Main 2016, ISBN 978-3-631-66791-0.
- als Hrsg. mit Andreas Fickers, Stephan Laux: Repression, Reform und Neuordnung im Zeitalter der Revolutionen. Die Folgen des Wiener Kongresses für Westeuropa (= Études luxembourgeoises, Bd. 15), Berlin 2019, ISBN 978-3-631-77262-1.